# Skovstorkenæb
Skovstorkenæb (Geranium sylvaticum), ofte skrevet skov-storkenæb, er en 30-50 cm høj urt, der vokser i skov og krat.

## Beskrivelse
Skovstorkenæb er en flerårig urt med en opstigende til opret vækst. Stænglerne er runde i tværsnit og kirtelhårede for oven. Bladene er spredtstillede, og de er runde og med dybt håndsnitdelte afsnit. Hver af afsnittene er elliptisk og randen er groft tandet. Oversiden er lysegrøn og undersiden er behåret og lidt lysere.
Blomstringen sker i juni-juli. Blomsterne er 5-tallige, og de sidder i løse, endestillede stande, og kronbladene er rødviolette. Frugterne er spaltefrugter, der åbnes med fem klapper nedefra.
Rodnettet består af en kort, krybende jodstængel, som bærer de overjordiske dele og de trævlede rødder.
Højde x bredde og årlig tilvækst: 0,50 x 0,40 m (50 x 40 cm/år).

## Voksested
Arten er udbredt i hele Europa, Lilleasien, Kaukasus og på bjergene i Irak og Iran. Arten hører hjemme i plantesamfundet Alno-Padion, der findes på muldrige, vedvarende fugtige steder. I Danmark findes den hist og her i skove og krat i hele landet, borstset fra Nordvestjylland.
I Holmegårds Mose findes den sammen med bl.a. angelik, ask, alm. mjødurt, sværtevæld, dunbirk, elfenbenspadderok, engkarse, engnellikerod, hvidpil, kæmpestar, lundfredløs, rødel, skovstar, stor nælde og storbladet elm.
| Portal | Portal:Botanik |

## Note
1. ↑  "Danmarks Naturfredningsforening: Forslag om fredning af Holmegaards Mose". Arkiveret fra originalen 9. august 2007. Hentet 13. december 2007.